# 富山県道371号本町高木出線
富山県道371号本町高木出線（とやまけんどう371ごう ほんまちたかぎでせん）は富山県南砺市を起点に、同県砺波市を経由し同県小矢部市に至る一般県道（富山県道）である。

## 概要
庄川町の市街地から国道156号を五鹿屋地区で通過し、砺波インターチェンジへアクセスする道路であり、1962年（昭和37年）度から12年かけて建設された。かつては『五ヶ道』という通称があり、旧県道名称は『青島小矢部線』であった。
- 起点：富山県南砺市本町4丁目50の2[2]（＝六角堂交差点、国道471号交点、富山県道27号金沢井波線終点）
- 終点：富山県小矢部市高木出322[2]（富山県道16号砺波小矢部線交点）

## 歴史
- 1975年（昭和50年）4月1日：路線認定[2][3]。

## 接続道路
- 国道471号、富山県道27号金沢井波線（南砺市本町4丁目・六角堂交差点：起点）
- 国道156号（砺波市庄川町示野・示野交差点）
- 富山県道143号小森谷庄川線（砺波市庄川町青島）
- 富山県道40号高岡庄川線（砺波市庄川町青島）
- 富山県道370号富山庄川小矢部自転車道線（砺波市庄川町青島・青島中部交差点）
- 富山県道11号新湊庄川線（砺波市庄川町五ケ・五ケ交差点）
- 国道156号（砺波市五郎丸・五鹿屋交差点）
- 富山県道25号砺波細入線（富山県道354号川内五郎丸線重複）（砺波市五郎丸・五郎丸交差点）
- 国道156号（砺波市五郎丸・五郎丸北交差点）
- 富山県道20号砺波福光線（砺波市苗加・苗加（東）交差点）
- 国道359号（砺波市苗加・苗加交差点）
- 富山県道260号安養寺砺波線（小矢部市水島・水島（東）交差点）
- 富山県道48号福光福岡線（小矢部市下後亟・下後亟交差点）
- 富山県道16号砺波小矢部線（小矢部市高木出：終点）

## 重複区間
- 富山県道40号高岡庄川線（砺波市庄川町青島地内）
- 国道156号（砺波市五郎丸・五鹿屋交差点 - 同市五郎丸・五郎丸北交差点）

## 通過する自治体
- 富山県
  - 南砺市 - 砺波市 - 小矢部市

## 周辺
- 大建工業 本店
  - 井波大建工業
- 東洋紡 井波工場
- 井波コミュニティプラザ アスモ
- 南砺市民病院
- 東レ・テキスタイル 井波工場
- 道の駅庄川
- 庄川郵便局
- 砺波市役所 庄川支所（旧庄川町役場）
- 関西電力 庄川電力システムセンター
- ホンダロック 富山工場
- 砺波市立砺波南部小学校
- JR城端線 東野尻駅
- スーパーセンターシマヤ 砺波店
- 北陸自動車道
- 富山県立砺波工業高等学校
- 能越自動車道 小矢部東インターチェンジ
- 小矢部市立大谷中学校